# Раймондо дель Бальцо (граф Кастро и Удженто)
Раймондо дель Бальцо (итал. Raymondo del Balzo, ум. 1516) — граф Кастро и Удженто с 1507.
Сын Анджильберто дель Бальцо, герцога Нардо, графа Кастро и Удженто, и Марии Конкесты дель Бальцо-Орсини.
Вместе с отцом, братьями Джанпаоло и Гульельмо, и дядей Пирро дель Бальцо участвовал в заговоре баронов 1485—1487. В то время как многие заговорщики были убиты или брошены в тюрьму, Раймондо удалось уцелеть. Его мать умолила короля Ферранте I сохранить ему жизнь, однако, семейные владения были конфискованы. Только в 1507 Фердинанд Католик вернул ему графства Кастро и Удженто.
Жена (1472): Антония Колонна, дочь Джордано Колонны, герцога Марси, и Екатерины де Базиис.
Дети:
- Франческо дель Бальцо (ум. 1530), граф Кастро и Удженто
- Мария. Муж: Андреа Карафа, граф ди Санта Северина